# غوستاف ماير (أستاذ جامعي)
غوستاف ماير (بالألمانية: Gustav Meyer)‏ هو لغوي ألماني، ولد في 25 نوفمبر 1850 في Strzelce Opolskie ‏ في بولندا، وتوفي في 28 أغسطس 1900 في غراتس في النمسا.